# ユルゲン・リギ

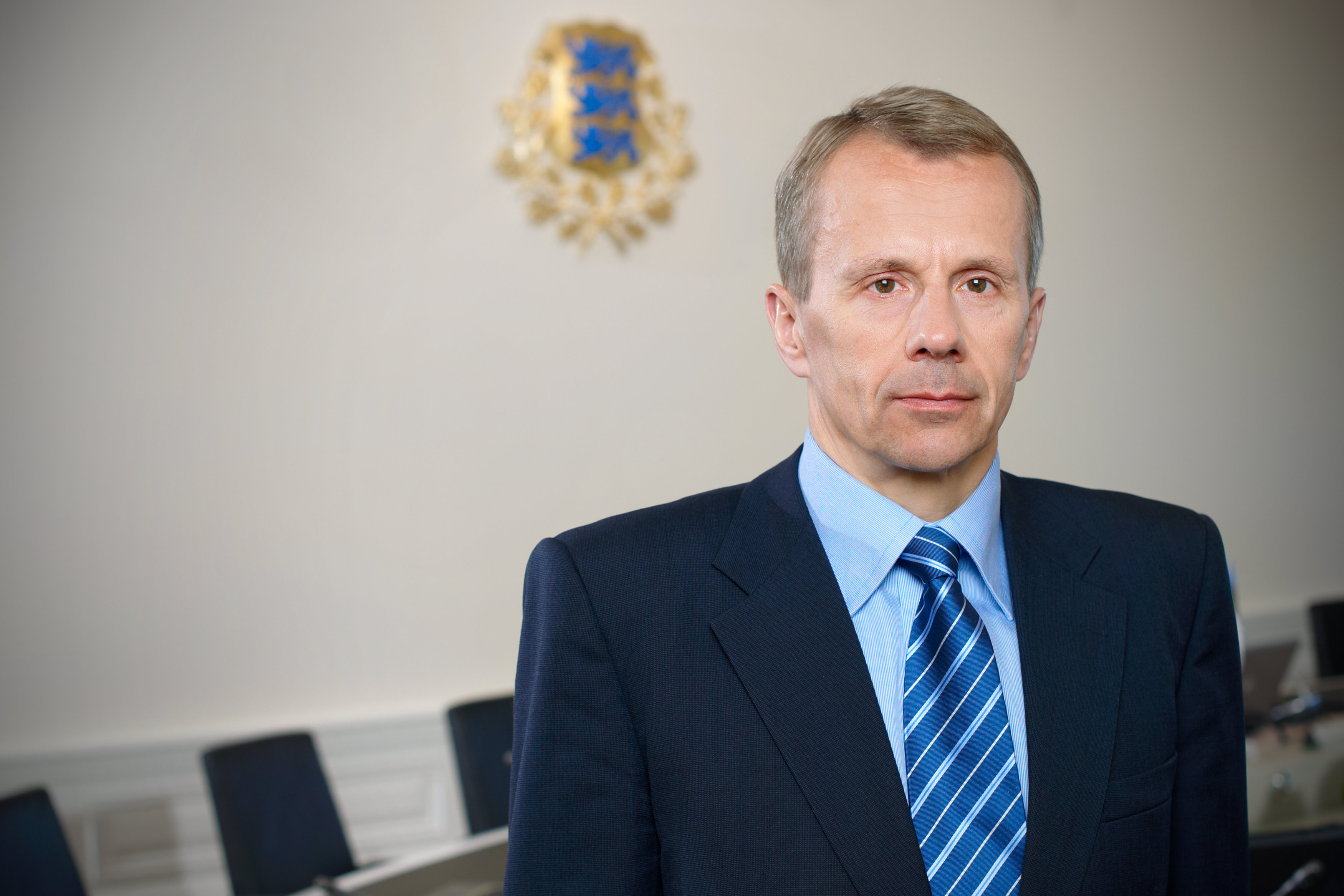
Jürgen Ligi (2011).

ユルゲン・リギ（エストニア語: Jurgen Ligi、1959年7月16日 - ）はエストニアの政治家。2009年から財務相を務め同国にユーロを導入した人物。

## 来歴
1993年、タルトゥ大学卒業。1995年に国会議員に初当選し、2005年から2007年まで国防相。2009年6月より財務相。